# Bathycongrus vicinalis
Bathycongrus vicinalis is een  straalvinnige vissensoort uit de familie van zeepalingen (Congridae). De wetenschappelijke naam van de soort is voor het eerst geldig gepubliceerd in 1899 door Garman.
De soort staat op de Rode Lijst van de IUCN als niet bedreigd, beoordelingsjaar 2009.